# Petrus Nordlander
Nils Petrus Nordlander, född 4 oktober 1909 i Ljustorps församling, Medelpad, död där 16 november 1991, var en fiolspelande riksspelman, körledare och skolvaktmästare.
Nordlander  bodde och verkade i Ljustorp. Han var förutom spelman även kompositör och har bland annat skrivit Ljustorps gånglåt och Skiibotten. Petrus Nordlander grundade 1960 Ljustorps Hembygdskör dessutom ledde han skolorkestern och Ljustorps spelmanslag. Han tog också emot elever som han lärde upp musikaliskt.
Länsmuseumet i Härnösand har idag hans låtuppteckningar, tryckta musikalier, brev och band.